# Харви, Рэймонд
Рэймонд Кертис Харви (англ. Raymond Curtis Harvey; род. 1950, Нью-Йорк) — американский дирижёр, афроамериканец.
Начал своё музыкальное образование как пианист, затем получил степень бакалавра в Оберлинском колледже (1973) как хоровой дирижёр и наконец окончил Йельский университет со специализацией по оркестровому дирижированию. В 1978—1980 гг. руководил оперной студией в Хьюстоне, в 1980—1983 гг. дирижёр Индианаполисского симфонического оркестра, в 1983—1986 гг. второй дирижёр Филармонического оркестра Буффало. В 1986—1994 гг. возглавлял Спрингфилдский симфонический оркестр, в 1993—2000 гг. — Филармонический оркестр Фресно. В 1999—2017 гг. главный дирижёр Симфонического оркестра Каламазу; во главе коллектива выступал с такими солистами, как Йо-Йо Ма (2011) и Ланг Ланг (2012), исполнил со своим оркестром Рапсодию на тему Паганини Сергея Рахманинова, выступив одновременно как пианист и дирижёр. В 2007—2009 гг. также художественный руководитель оперного театра в Эль-Пасо. С 2017 года сосредоточился на руководстве оперным центром Хьюстонского университета.